# 横山翔子
横山 翔子（よこやま しょうこ
1986年6月8日-)は、日本のAV女優。
身長:158cm。スリーサイズ:B85(C)・W60・H85。

## 略歴・人物
2006年に「横内利香（よこうち りか）」の名前でAVデビュー。
2007年4月頃から「横山翔子」と改名して活動している。

## 出演作品

### アダルトビデオ
横内利香 名義
2006年
- ザ・卍固め VOL.1（6月9日、リアルサイボーグ）
- Smart（7月22日、オーロラプロジェクト）
- スポコスダンシング vol.2 （8月11日、スウィンガー）
- 秋葉原素人生撮り 10（9月27日、ゴーゴーズ）

2007年
- 非日常的悶絶遊戯 第六十章 新人アイドルつぐみと利香と、マネージャー亜希の場合（1月10日、AVS）
- プロレズリング Vol.12 （2月9日、バトル）
- 力ずくでいい女を犯す いばりくさった上司（女）/色っぽい弟の嫁/隣に住む小生意気な女学生 （3月10日、FAプロ）
- 色っぽい変態女 露出狂と盗癖の息子の嫁 公衆便所でマスかき癖の女学生 嫁ぎ先の兄弟に手を出す嫁 （4月10日、FAプロ）
- 男勝ち Vol.23 （4月20日、バトル）
- 女を10分以内に倒す VOL.2 （5月2日、ミラクルM）
- TOPLESS BLOW VOL.1 （6月8日、SUPER SONIC SATELLITES）

横山翔子 名義
2007年
- 色っぽい変態女 露出狂と盗癖の息子の嫁/公衆便所でマスかき癖の女学生/嫁ぎ先の兄弟に手を出す嫁（4月10日、FAプロ）
- 夫を裏切る情事の日々… 密会のラブホテル（4月25日、FAプロ）
- 忍び込み暴行レイプ （4月25日、FAプロ）
- 哀れなる者 汝の名は女なり 連続婦女暴行魔 （5月10日、FAプロ）
- まわされたい私! ナマナマしい自慰（マス）ネタ集（5月25日、FAプロ）
- この世は川の流れのように 夫は戦地・嫁は父に抱かれ/兄貴の友人たちにまわされた妹/夫の通夜の狂おしい情交 （6月10日、FAプロ）
- ヘンリー塚本の世界 官能エロ小説集（6月10日、FAプロ）
- SEX ベロとツバと接吻と淫語（6月25日、FAプロ）
- 軟体っ子 2 魅惑のi字バランス（7月13日、アロマ企画）
- 舌頂! 超ベロ長フェチズム 3 （7月25日、アロマ企画）
- 日本性犯罪史 片恋慕の果てに家に侵入して乱暴/誘拐されて犯人に輪された社長令嬢/田んぼのあぜ道で襲われた農作業主婦 （7月25日、FAプロ）
- The レズバウト ～女同士のプライドを賭けた闘い～ Vol.6（7月27日、SUPER SONIC SATELLITES）
- 女の子くすぐり vol.3（8月3日、SUPER SONIC SATELLITES）
- スーパーヒロイン危機一髪!! VOL.18 特甲救命部隊サンブレイズ （8月10日、GIGA）
- 肉欲の戦地 50人に輪された母と娘（8月25日、FAプロ）
- ネコとタチ セクシーライダー 青姦と電動バイブと接吻 （8月25日、FAプロ）
- 公共の営業中サウナに全裸の女優を放り込め 2（9月25日、ブリット）
- 絶倫主人と三人妻 秘湯の三色花弁（9月25日、ホットエンターテイメント）
- スカートをめくって 青姦 セーラー服と中年男/草むらで輪される姉/嫁と兄貴/亭主以外の男と…/女房の妹と/川のほとりで騎乗位（9月25日、FAプロ）
- FINISH SCENE VOL.7（10月5日、SUPER SONIC SATELLITES）
- 女性限定のレゲエダンス教室を開校して生徒とヤる（10月7日、カッコイイ!）
- 変態女はソレを我慢できない 縛られ、吊るされて 犯されたいM女/生理が近付くとレイプされたい異常性欲妻/行きずりの男とするゴムなし乱れ牡丹（10月25日、FAプロ）
- 縄と黒のコンチェルト 白い肌の誘惑（10月27日、JFC）
- 「軟体女子校生」～これだけは知っておきたい！チ○ポでイカせる体位と潮吹きのヤリ方～（11月8日、DANDY）
- ヘンリー塚本の 世界一卑猥な接吻とSEX（11月10日、FAプロ）
- 人妻欲情期（11月16日、JFC）
- 絞め歪み咽頭が苦悶に収縮（12月1日、幻奇）
- 略奪の戦地 輪姦・レイプ・拉致（12月10日、FAプロ）
- 私はやっぱり我慢できない! 熟女 淑女 M女（12月10日、FAプロ）
- 渋谷系エロカワギャルに強制露出逆ナン指令 コンビニ編（12月20日、イマージュ）
- 陵辱痴漢バス（12月20日、イマージュ）

2008年
- E.F.B EROGAL FUCK BATTLE No.1エロギャル超絶潮吹き×腰フリファックバトル（1月25日、イマージュ）
- 大富豪に囲われるゴージャス姉妹 （1月25日、イマージュ）
- ★CHOCOBALL'S★ BOOT CAMP （1月25日、BRAVO）
- 女に飢えたタチ トイレで女を襲うタチ/亭主の竿より女のアソコ/通勤バスで女をいかせるタチ（1月25日、FAプロ）
- 現代肉欲劇場 フェラが3度のメシより好きな妻/亭主がインポの妻/絶倫祖父とできた母 の話し（1月25日、FAプロ）
- 世界一卑猥なレイプ 憲兵隊の取調べ室/サディスティックエロスな輪姦/眠らされて犯される人妻（2月10日、FAプロ）
- KARATEKA（2月13日、E-BODY）
- やわらか軟体270° 開脚セクシーレズ（3月20日、ディープス）
- 現役体育教師中出し（4月10日、KIプランニング） ※「芹沢裕子」名義
- ザ・アスリート（4月13日、E-BODY）…※「SYOUKO」名義
- 現役フィギュアスケート選手 横山翔子 初・生本番（4月25日、RISING）
- めこスジすぽると～横山翔子現役バレリーナ～（5月1日、チーム川崎）
- 脱ぐだけじゃ済まない 女だけの脱衣マージャン レズバトル（5月19日、クロス）
- 701部隊女体拷問室 女捕虜SM監獄の夜 （5月25日、FAプロ）
- 女子校生 携帯援交 17（6月3日、プレステージ）
- 筋肉バレリーナ（6月5日、アキノリ）
- Ｓ痴女 本物美少女空手家3人が、殴る、蹴る、そしてヌクッ!（6月5日、サディスティックヴィレッジ）
- 淫乱フルスペック汁だく変態ハード着エロ （6月19日、クロス）
- レイプ ブルーフィルム 軍隊集団暴行/輪し/忍び込み暴行/単独犯行/睡眠薬暴行（6月25日、FAプロ）
- 人事部長O氏の失敗 #001 （7月25日、ゴーゴーズ）
- あの日、あの時代のセックスと学生運動 性欲処理班の美貌の女学生/女戦士・処刑前の最後のSEX/内ゲバで輪された女闘士（7月25日、FAプロ）
- 軟体美女 （8月1日、ミル）
- 軟体美肉娘凌辱記録 第三章 ヨガインストラクター講師（8月6日、リアルエレメント） ※「斉藤尚子」名義
- ヤリマンの私たち20人が男湯をジャックする 2（8月7日、カッコイイ!）
- 女装M 第二章 ニューハーフ&痴女に犯されたいって男はどこのどいつだ!（8月8日、プールクラブ・エンタテインメント）
- 突然2回連続でしゃぶられちゃった僕。 その3 （8月13日、アロマ企画）
- 見たこともない体位で絡み合う! 超絶軟体BODY!! （8月21日、LADY×LADY）
- ぶっかけオフィスレディー 勢いのある顔面発射 （8月25日、レイディックス）
- 23人 援助交際 （9月3日、チーム川崎）
- アナルバイブの虜 4 （9月5日、プールクラブ・エンタテインメント）
- 時間が止まる腕時計 パート2（10月9日、ROCKET）
- 性欲処理専用人間 奴隷制度復活（10月10日、FAプロ）
- KARATEKA 第二試合（10月13日、E-BODY）
- 巨大ディルドの虜 02（10月20日、プールクラブ・エンタテインメント）
- おもらしオナニー 2 おしっこ・おなら・うんち（10月20日、プールクラブ・エンタテインメント）
- お前たちは地獄行き 性に溺れたバチあたり男女（10月25日、FAプロ）
- 手コキと勢いのある鼻穴発射 2（11月22日、レイディックス）
- 昭和のエロス 下宿屋の六畳間 38才未亡人のワイセツな日々/使用人とできた妻/再婚熟女新妻のねちっこい性生活（11月25日、FAプロ）
- 筋肉戦隊マッスルファイブ （11月28日、GIGA）
- 巨乳黒ギャルレズ責め乱交 集団人妻痴女（12月19日、クロス）
- デジタルフォトデータ 3 digi×OL制服＋下着（12月25日、趣向倶楽部）
- ヘンリー塚本の性欲を刺激する有害図書 2（12月25日、FAプロ）
- 男の性欲を刺激するレイプ・レイプ・レイプ大全集（12月25日、FAプロ）

2009年
- オマ○コにリモコンバイブを突っ込んで友達12人で街を歩いてください!! 2（1月8日、Hunter）
- エキサイティングヒロイン 仮面の騎士ルビーナイト 絶対絶倫 Ver.（1月9日、ZENピクチャーズ）
- M女はソレを我慢できない 吊るされてファック!/縛られてレイプ!/輪されて中出し! 全集（1月25日、FAプロ）
- THE ガチンコSEXバトル 2 筋肉アスリート SHOKO VS 野獣花岡じった（2月5日、サディスティックヴィレッジ）
- 若妻黒人調教 其の二 （2月20日、あたご屋）
- 私たちがシゴいてアゲル M男服従道場 （2月20日、虎堂）
- ヘンリー塚本の 中年男が発情する有害図書 いやらしいSEX （2月25日、FAプロ）
- 絞め咽喉が奪い顫動に孤独（3月1日、幻寄）
- 完全無欠!スカトロボディビル ～黄金マッスル塗糞ファック～（3月5日、サディスティックヴィレッジ）
- 毒を食らわば皿まで… 快楽の肉欲地獄は禁親相姦（3月25日、FAプロ）
- ワレメでつながるこの世の天国 あ～、女っていい。レズっていい。（4月5日、ながえスタイル）
- 究極の妄想発明シリーズ第9弾 時間が止まる腕時計 パート2 （10月9日）